# Millerntor Gallery

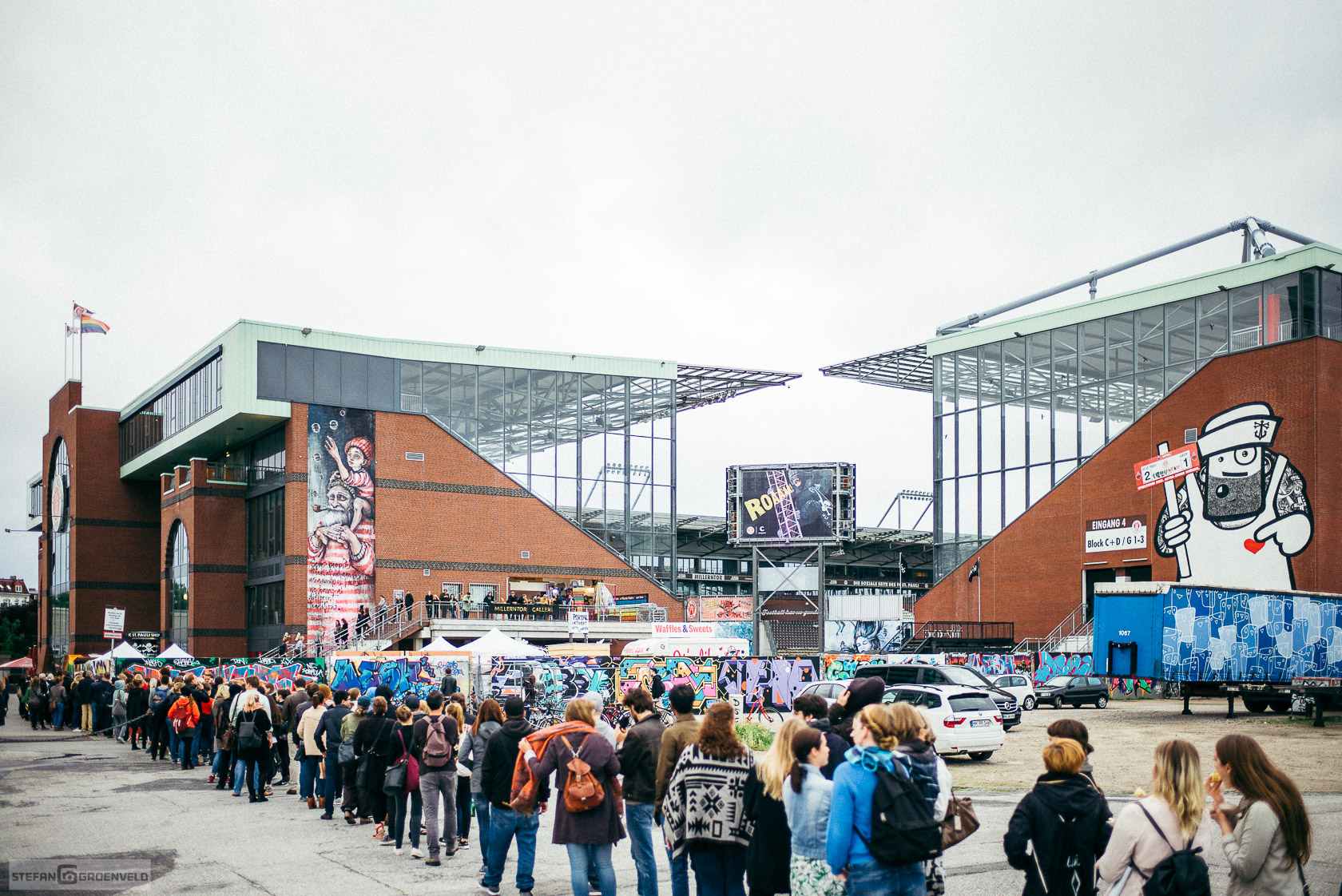
Schlange am Einlass der Millerntor Gallery (2016)

Die Millerntor Gallery ist ein seit 2011 jährlich im Hamburger Millerntor-Stadion stattfindendes Kunst-, Musik- und Kultur-Festival, mit Fokus auf Streetart. Die viertägige Veranstaltung wurde initiiert von der Non-Profit-Organisation Viva con Agua und dem FC St. Pauli.
Ziel ist die Ausstellung zeitgenössischer Kunst von internationalen Nachwuchskünstlern. Neben bildenden Künsten wie Malerei, Zeichnungen, Skulpturen und Fotografie werden auch darstellende Künste wie Videokunst, Performance und Urban Art präsentiert. Rund 1700 m² Wand- und Deckenfläche in und an der Süd- und Haupttribüne des Fußballstadions werden von den Künstlern alljährlich neu bemalt. 2018 zeigte die Veranstaltung insgesamt etwa 500 Kunstwerke von 120 Künstlern aus 23 Ländern.
Organisiert wird sie von der gemeinnützigen „Viva con Agua Arts gGmbH“, deren Anteile vollständig Viva con Agua gehören. Neben wenigen Hauptamtlichen arbeiten mehrere hundert Freiwillige ehrenamtlich an der Organisation mit. Der Veranstaltungserlös aus dem Kunstverkauf bleibt zu 30 Prozent bei den beteiligten Künstlern, 70 Prozent kommen Wasser- und Bildungsprojekte des Viva con Agua de St. Pauli e.V. zugute.
In der Galerie waren beispielsweise 2014 Werke von Ólafur Elíasson und Christoph Schlingensief zu sehen.
Nach zwei Jahren Corona-Pause feiert die Millerntor Gallery vom 23.–26. Juni 2022  das 10-jährige Jubiläum der Millerntor Gallery. Zehn Jahre kollektivistische Zusammenarbeit, Erforschung, kreatives Schaffen und interkultureller Austausch. Das Jubiläum widmet sich dem Thema „FLUXUS - together we flow“.
Ineinander fließende Kunst mit dem Leben, zerfließende Grenzen von Genres und Kunstformen, fluide Gender- und Gruppenzugehörigkeiten, grenzenloses Zusammensein, Kreativität und Freude im Flow. Die Millerntor Gallery schafft einen offenen Raum für gleichberechtigte Teilhabe und Repräsentation, einen offenen Raum für Menschen, die ausgegrenzt werden. Ihnen ist das diesjährige Motto FLUXUS gewidmet. Wir bieten damit Menschen die Möglichkeit, ihre Sichtweisen, ihre Realitäten, ihre Persönlichkeiten zu zeigen und aktiv und im Flow an gesellschaftlichen Veränderungsprozessen teilzunehmen.
| #  | Datum                    | Motto                             |
| -- | ------------------------ | --------------------------------- |
| 1  | 22. September 2011       | Art creates water                 |
| 2  | 21. – 22. September 2012 |                                   |
| 3  | 23. – 25. Mai 2013       |                                   |
| 4  | 28. – 31. Mai 2014       |                                   |
| 5  | 02. – 5. Juli 2015       | unfamiliar                        |
| 6  | 14. – 17. Juli 2016      | Waterproof                        |
| 7  | 29. Juni – 2. Juli 2017  | youtopic                          |
| 8  | 05. – 8. Juli 2018       | indentiKEY                        |
| 9  | 04. – 7. Juli 2019       | Water is a Human Right            |
| 10 | 23. – 26. Juni 2022      | Fluxus – together we flow         |
| 11 | 13. – 16. Juli 2023      | Making waves – the power of water |
| 12 | 31. Mai – 2. Juni 2024   | The Art of Movement               |

## Einzelverweise
1. 1 2  
Till Stoppenhagen: Ausstellung Kunst im Kiez-Tempel. In: Hamburger Morgenpost. 27. Juni 2018, abgerufen am 22. Juli 2018.
2. ↑  
Kunst und Konzerte für den guten Zweck. In: hamburg.de. Abgerufen am 22. Juli 2018.
3. ↑  
dpa: Millerntor Gallery: Künstler für eine bessere Welt. In: Die Zeit. 28. Mai 2018, archiviert vom Original (nicht mehr online verfügbar) am 24. September 2019; abgerufen am 26. Juli 2022.
4. ↑  Millerntor Gallery #5 "unfamiliar" (Memento des Originals vom 15. Juni 2016 im Internet Archive)  Info: Der Archivlink wurde automatisch eingesetzt und noch nicht geprüft. Bitte prüfe Original- und Archivlink gemäß Anleitung und entferne dann diesen Hinweis.. In: millerntorgallery.org. (PDF; 6 MB)
5. ↑  Millerntor Gallery #6 "Waterproof". In: issuu.com
6. ↑  Millerntor Gallery #7 "youtopic". In: issuu.com
7. ↑  Millerntor Gallery #8 "identiKEY". In: issuu.com
8. ↑  
PRINZ-Redaktion: Eine Welle der Kreativität: Millerntor-Stadion verwandelt sich in ein einzigartiges Festival. In: Prinz. 15. Juni 2023, abgerufen am 15. Juni 2023.
9. ↑  MILLERNTOR GALLERY. Abgerufen am 1. Juni 2024.

Koordinaten: 53° 33′ 15,9″ N, 9° 58′ 4,7″ O